# Sandsjön (Hjorteds socken, Småland)
Sandsjön är en sjö i Västerviks kommun i Småland och ingår i Marströmmens huvudavrinningsområde. Sjön är 14 meter djup, har en yta på 0,516 kvadratkilometer och befinner sig 34,4 meter över havet.

## Delavrinningsområde
Sandsjön ingår i det delavrinningsområde (638675-153385) som SMHI kallar för Utloppet av Skrikgallen. Medelhöjden är 60 meter över havet och ytan är 31,27 kvadratkilometer. Det finns inga avrinningsområden uppströms utan avrinningsområdet är högsta punkten. Bälöbäcken som avvattnar avrinningsområdet har biflödesordning 2, vilket innebär att vattnet flödar genom totalt 2 vattendrag innan det når havet efter 10 kilometer. Avrinningsområdet består mestadels av skog (81 procent). Avrinningsområdet har 1,76 kvadratkilometer vattenytor vilket ger det en sjöprocent på 5,6 procent.